# Lisewo (przystanek kolejowy)
Lisewo – przystanek kolejowy w Lisewie Malborskim, w województwie pomorskim.

## Krótki opis
Do 2010 roku funkcjonował tutaj posterunek odgałęźny z trapezowym przejściem rozjazdowym, dzieląc wówczas szlak Tczew-Szymankowo na dwa odstępy, a do 1996 roku stacja przeładunkowa i punkt styczny z siecią Gdańskich Kolei Dojazdowych.

## Ruch pasażerski[1]
| Rok  | Wymiana pasażerska na dobę |
| ---- | -------------------------- |
| 2017 | 300-499                    |
| 2018 | 200-299                    |
| 2019 | 300-499                    |
| 2020 | 200-299                    |
| 2021 | 200-299                    |
| 2022 | 300-499                    |
| 2023 | 300-499                    |

## Historia
1 września 1939 w pobliżu stacji miała miejsce potyczka żołnierzy polskich z oddziałami Wermachtu zakończona zniszczeniem mostu kolejowego na Wiśle.
W związku z budową linii kolejowej E-65 w 2010 roku przebudowie uległ przystanek kolejowy w Lisewie Malborskim. Zastąpiono wówczas jeden peron z dwiema krawędziami peronowymi, dwoma peronami, z których każdy posiada tylko jedną krawędź oraz wybudowano zadaszone przejście podziemne dla pieszych.

## Połączenia
- Tczew
- Malbork